# Luigi Maria Lucini
Luigi Maria Lucini OP (ur. 25 lipca 1665 w Mediolanie, zm. 17 stycznia 1745 w Rzymie) – włoski kardynał.

## Życiorys
Urodził się 25 lipca 1665 roku w Mediolanie. W młodości wstąpił do zakonu dominikanów. Po przyjęciu święceń został inkwizytorem w Novarze, a następnie członkiem inkwizycji rzymskiej. 9 września 1743 roku został kreowany kardynałem prezbiterem i otrzymał kościół tytularny San Sisto. Zmarł 17 stycznia 1745 roku w Rzymie.